# Gemäldeuntersuchung mit Infrarotstrahlung
Zur Untersuchung von Gemälden gibt es unterschiedliche Methoden der Kunsttechnologie, die angewandt werden können. Dazu gehören unter anderem die Infrarot-, die Ultraviolettstrahlung und auch die Fotografie.
In allen Fällen werden die Gemälde bei der Untersuchung bestrahlt, und es wird die Absorption, Transmission und Streuung der Strahlung an Farbpigmenten beobachtet. Ergänzt werden diese Methoden durch die Röntgenstrahluntersuchungen und Infrarot-Spektroskopie. Erstere versetzen das Gemälde in einen leicht radioaktiven Zustand, der im Nachhinein eine Untersuchung der Pigmentschichten ermöglicht. Ziel der Untersuchungen sind Rückschlüsse auf Pigmente einerseits und auf verdeckte Malschichten bzw. Unterzeichnungen andererseits, die Aufschluss zu den Techniken des Künstlers der jeweiligen historischen Epoche ermöglichen. Auch können mit dieser Technik Fälschungen entlarvt werden.

## Gemäldeuntersuchung mit Infrarotstrahlung
Der interessante Wellenlängenbereich liegt bei 780 nm bis 3,5 µm. Bei der Infrarotreflektografie kann die infrarote Strahlung (IR) teilweise die einzelnen Farbschichten bis zur Grundierung durchdringen und mit einer entsprechenden Kamera auch Unterzeichnungen z. B. aus Graphit abbilden. Entscheidend für die Durchdringung sind die Zusammensetzungen der Farbpigmente, welche die Strahlung unterschiedlich stark absorbieren, streuen oder transmittieren.

## Gemäldeaufbau
Trägermaterialien bestehen im Wesentlichen aus dem Träger, der aus einer Leinwand, Papier oder Holz besteht. Auf dem Träger befindet sich eine Grundierung, beispielsweise Gesso (gips- und kreideähnlich). Auf der Grundierung liegt die Unterzeichnung des Künstlers, oft aus Graphit, auf der dann der Farbauftrag erfolgte. Zum Abschluss kann noch eine Firnisschicht zum Schutz des Bildes aufgebracht sein.

## Farbpigmente
Entscheidend für die visuelle Wirkungsweise eines Pigments sind dessen Eigenschaften. Je nach Bindemittel ändert sich zusätzlich der Brechungsindex bei Bestrahlung, so dass der visuelle Ausdruck recht unterschiedlich sein kann. Zu den Bindemitteln gehören Öl, Acryl, Ei (historisch) und Wasser. Weiterhin spielt die Größe der Pigmente eine Rolle. Ist das Pigment vom Durchmesser kleiner als die halbe Wellenlänge des Lichtes, erscheint das Pigment transparent. So liegt die Pigmentgröße für eine deckende Eigenschaft zwischen 1/500 und 2/5000 mm.

## Gemäldeuntersuchung

### Optische Sensoren
Kostengünstige Sensoren basieren auf CMOS- und CCD-Techniken und sind im Digitalkamerabereich vielfältig vertreten. Als Basismaterial wird Silizium verwendet. Typische Kennlinien einer Photodiode zeigen eine Empfindlichkeit im Wellenlängenbereich von ca. 360 nm – 1100 nm. Im Verhältnis zur maximalen Empfindlichkeit im optischen Bereich besteht eine deutlich geringere Empfindlichkeit bei 1100 nm, die jedoch für die Infrarot-Untersuchung interessant ist.

### Untersuchung mit dem Fotoapparat
Die als Sensoren im Fotoapparat verwendeten Siliziumchips besitzen drei Farbfilter (RGB), die jedoch im infraroten Bereich wirkungslos sind. Das infrarote Licht kann die Filter weitgehend passieren und sich auf alle drei Sensoren verteilen.
Um ein möglichst naturgetreues Abbild ohne störende Infraroteffekte im Fotoapparat zu erzeugen, werden von den Herstellern IR-Sperrfilter eingebaut. Doch viele lassen noch genügend IR-Strahlung hindurch, um ein IR-Bild aufzunehmen. Ist das nicht der Fall, können die IR-Sperrfilter entfernt werden. Um nur die IR-Strahlung auf dem Bild zu erzeugen, muss noch ein IR-Durchlassfilter in den Strahlengang eingesetzt werden.
Zur Bestrahlung werden Glüh- oder Halogenlampen verwendet.

### Messaufbau
Ein einfacher und kostengünstiger Messaufbau kann mit einer Webcam realisiert werden. Dazu muss allerdings der innere Infrarot-Sperrfilter entfernt und ein Infrarot-Durchlassfilter vor das Objektiv gesetzt werden. 